# Grete Stern

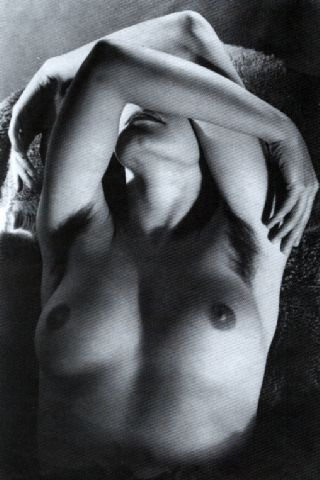
Desnudo III, 1946

Grete Stern (9 mei 1904 - 24 december 1999) was een Duits-Argentijns fotografe.

## Biografie
Stern werd in 1904 geboren in het Duitse Elberfeld. Ze studeerde grafische vormgeving. Onder invloed van bekende fotografen zoals Edward Weston en Paul Outerbridge besloot ze fotografe te worden.
In de jaren 30 ontmoette ze de Argentijnse fotograaf Horacio Coppola, met wie ze later zou huwen. Ze volgde Coppola naar Argentinië. Ze scheidde van hem in 1943. Toch nam ze nog de Argentijnse nationaliteit aan in 1958. 
Stern overleed in 1999 op 95-jarige leeftijd in Buenos Aires. Haar ex-man Horacio Coppola overleed in 2012 op 105-jarige leeftijd.
- Bibsys: 15021462
- Biblioteca Nacional de España: XX1129178
- Bibliothèque nationale de France: cb13555261f (data)
- Catàleg d'autoritats de noms i títols de Catalunya: 981058508499206706
- Gemeinsame Normdatei: 119285347
- International Standard Name Identifier: 0000 0000 6674 6180
- Library of Congress Control Number: n90628079
- Nationale Bibliotheek van Israël: 987007268574605171
- Nederlandse Thesaurus van Auteursnamen: 167966405
- PIC: 60646
- Réseau des bibliothèques de Suisse occidentale: 02-A022265987
- RKD-Nederlands Instituut voor Kunstgeschiedenis: 236098
- LIBRIS: 386228
- SNAC: w6x95tr0
- Système universitaire de documentation: 079831788
- Union List of Artist Names: 500032972
- Virtual International Authority File: 3277323
- WorldCat: E39PBJhhpDGM7qHw8BK87PfrMP